# カンサス・シティの爆弾娘
『カンサスシティの爆弾娘』（原題: Kansas City Bomber）は1972年のアメリカ映画。ローラーゲームを扱った作品となっている。
主演はラクエル・ウェルチがつとめた。

## ストーリー
この映画は、ローラー・ゲームの世界の内側を描いている。
物語は、ミズーリ州カンザス・シティの所属していたチームを離れ、オレゴン州ポートランドのポートランド・ロガーズというチームに移籍するシングルマザーK.C. カーを巡るものである。
ロガーズのオーナーであるバート・ヘンリーは明らかに彼女に興味を持っており、彼とK.C.はデートする。ヘンリーには冷酷な一面がある。チームでK.C.の親友でルームメイトであるラヴィーをトレードに出し、スター男性選手の”ホリブル”・ハンク・ホプキンスがK.C.に気があることを知ると、観客を操ってホプキンスにブーイングをさせ、ホプキンスは激怒し大暴れした結果、解雇されてしまう。
ヘンリーの最終目的は、K.C.とチームメイトでライバルのジャッキー・バーデットとのマッチ・レースを仕掛け、負けた方がロガーズを去るということにすることだ。そして、K.C.をヘンリーがシカゴで立ち上げる新チームにK.C.を入れるため、K.C.にわざと負けるよう指示する。しかし、K.C.はヘンリーを信用しなくなっており、息子と娘をシカゴに帯同しても良いというヘンリーの約束も信じられず、そのマッチ・レースに勝利する。

## キャスト
| 役名             | 俳優                   | 日本語吹替   | 日本語吹替   |
| 役名             | 俳優                   | フジテレビ版 | 日本テレビ版 |
| ---------------- | ---------------------- | ------------ | ------------ |
| KC・カー         | ラクエル・ウェルチ     | 小原乃梨子   | 田島令子     |
| バート・ヘンリー | ケヴィン・マッカーシー | 納谷悟朗     |              |
| ジャッキー       | ヘレナ・カリアニオテス | 平井道子     |              |
| ハンク           | ノーマン・オールデン   | 富田耕生     |              |
| ヴィヴィアン     | ジーン・クーパー       | 京田尚子     |              |
| リタ             | ジョディ・フォスター   |              |              |
| 選手             | 佐々木ヨーコ           |              |              |
| 選手             | ミッキー角田           |              |              |

- フジテレビ版：初回放送1975年8月22日『ゴールデン洋画劇場』
- 日本テレビ版：初回放送1981年7月1日『水曜ロードショー』

## スタッフ
- 監督：ジェロルド・フリードマン
- 脚色：トーマス・リックマン、カルビン・クレメンツ
- 原作：バリー・サンドラー
- 製作総指揮：ジュールス・レビ、アーサー・ガードナー
- 製作：マーティン・エルファンド
- 撮影：フレッド・コーネカンプ
- 音楽：ドン・エリス
- 編集：デイヴィッド・バーラトスキー、ロナルド・タルスキー
- 字幕：高瀬鎮夫